# Solheim Cup 1998
Navigation
1996 2000
La Solheim Cup 1998 est la cinquième édition de la Solheim Cup et s'est déroulée du 18 septembre 1998 au 20 septembre 1998 à Muirfield Village, Dublin, Ohio aux États-Unis. Les États-Unis remporte la compétition 16 à 12.

## Les équipes
- Capitaine de l'Équipe des États-Unis : Judy Rankin
- Capitaine de l'Équipe d'Europe : Pia Nilsson

| États-Unis - Capitaine : - Judy Rankin - Joueuses : - Donna Andrews - Brandie Burton - Tammie Green - Pat Hurst - Juli Inkster - Christa Johnson - Kelly Robbins - Betsy King - Meg Mallon - Dottie Pepper - Rosie Jones - Sherri Steinhauer | Europe - Capitaine : - Pia Nilsson - Joueuses : - Helen Alfredsson - Laura Davies - Marie-Laure De Lorenzi - Alison Nicholas - Trish Johnson - Catriona Matthew - Annika Sörenstam - Sophie Gustafson - Lisa Hackney - Liselotte Neumann - Catrin Nilsmark - Charlotta Sörenstam |

## Compétition

### Vendredi

#### Foursomes
| Drapeau des États-Unis     | Résultats  |                                   |
| -------------------------- | ---------- | --------------------------------- |
| Dottie Pepper/Juli Inkster | 3 & 1      | Laura Davies/Trish Johnson        |
| Meg Mallon/Brandie Burton  | 3 & 1      | Helen Alfredsson/Alison Nicholas  |
| Kelly Robbins/Pat Hurst    | 1 up       | Lisa Hackney/Liselotte Neumann    |
| Donna Andrews/Tammie Green | 3 & 2      | Annika Sörenstam/Catriona Matthew |
| 3                          | Session    | 1                                 |
| 3                          | Au général | 1                                 |

#### 4 balles meilleure balle
| Drapeau des États-Unis          | Résultats  |                                         |
| ------------------------------- | ---------- | --------------------------------------- |
| Betsy King/Christa Johnson      | égalité    | Charlotta Sörenstam/Laura Davies        |
| Pat Hurst/Rosie Jones           | 7 & 5      | Lisa Hackney/Sophie Gustafson           |
| Kelly Robbins/Sherri Steinhauer | 2 & 1      | Helen Alfredsson/Marie-Laure De Lorenzi |
| Dottie Pepper/Brandie Burton    | 2 up       | Annika Sörenstam/Catrin Nilsmark        |
| 2 ½                             | Session    | 1 ½                                     |
| 5 ½                             | Au général | 2 ½                                     |

### Samedi

#### Foursomes
| Drapeau des États-Unis          | Résultats  |                                         |
| ------------------------------- | ---------- | --------------------------------------- |
| Donna Andrews/Sherri Steinhauer | 3 & 2      | Annika Sörenstam/Catriona Matthew       |
| Meg Mallon/Brandie Burton       | 3 & 2      | Charlotta Sörenstam/Laura Davies        |
| Dottie Pepper/Juli Inkster      | 1 up       | Helen Alfredsson/Marie-Laure De Lorenzi |
| Kelly Robbins/Pat Hurst         | 1 up       | Liselotte Neumann/Catrin Nilsmark       |
| 3                               | Session    | 1                                       |
| 8 ½                             | Au général | 3 ½                                     |

#### 4 balles meilleure balle
| Drapeau des États-Unis           | Résultats  |                                         |
| -------------------------------- | ---------- | --------------------------------------- |
| Annika Sörenstam/Catrin Nilsmark | 5 & 3      | Betsy King/Rosie Jones                  |
| Christa Johnson/Tammie Green     | 2 up       | Lisa Hackney/Laura Davies               |
| Donna Andrews/Sherri Steinhauer  | 4 & 3      | Helen Alfredsson/Marie-Laure De Lorenzi |
| Meg Mallon/Juli Inkster          | 2 & 1      | Liselotte Neumann/Charlotta Sörenstam   |
| 2                                | Session    | 2                                       |
| 10 ½                             | Au général | 5 ½                                     |

### Dimanche

#### Simples
| Drapeau des États-Unis | Résultats  |                        |
| ---------------------- | ---------- | ---------------------- |
| Pat Hurst              | 1 up       | Laura Davies           |
| Juli Inkster           | 2 & 1      | Helen Alfredsson       |
| Donna Andrews          | 2 & 1      | Annika Sörenstam       |
| Brandie Burton         | 1 up       | Liselotte Neumann      |
| Dottie Pepper          | 3 & 2      | Trish Johnson          |
| Kelly Robbins          | 2 & 1      | Charlotta Sörenstam    |
| Christa Johnson        | 1 up       | Marie-Laure De Lorenzi |
| Rosie Jones            | 6 & 4      | Catrin Nilsmark        |
| Tammie Green           | 1 up       | Alison Nicholas        |
| Sherri Steinhauer      | 3 & 2      | Catriona Matthew       |
| Betsy King             | 6 & 5      | Lisa Hackney           |
| Meg Mallon             | égalité    | Sophie Gustafson       |
| 5 ½                    | Session    | 6 ½                    |
| 16                     | Au général | 12                     |